# Andrzej Strzelecki (weterynarz)
Andrzej Strzelecki (ur. 10 listopada 1920 w Cieszanowie, zm. 2002 w Sanoku) – lekarz weterynarz ze stopniem naukowym doktora, uczestnik walk na froncie zachodnim podczas II wojny światowej, amatorsko artysta-malarz.

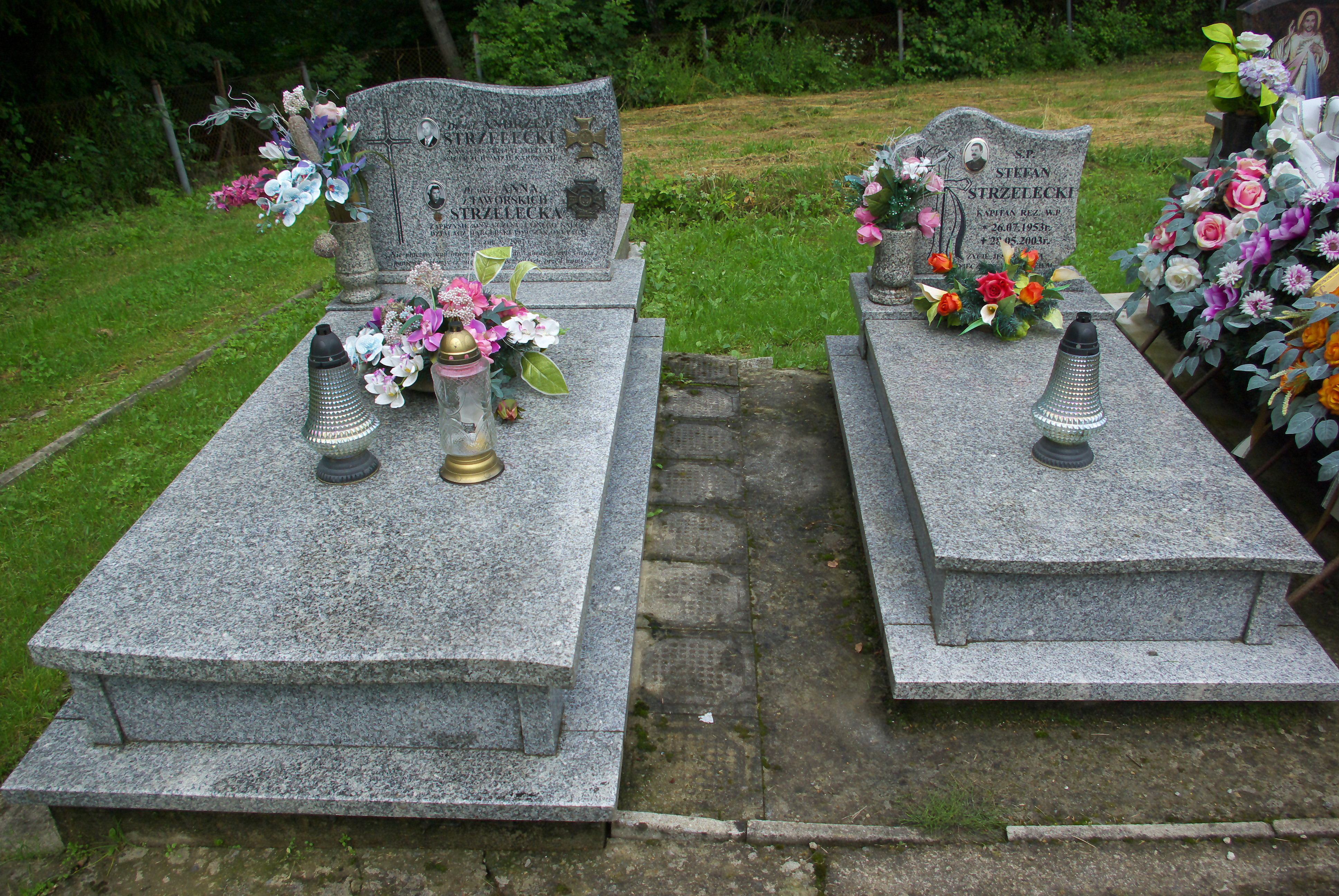
Nagrobki Andrzeja i Anny Strzeleckich (po lewej) oraz ich syna Stefana (po prawej) na cmentarzu w Lisznej

## Życiorys
Urodził się 10 listopada 1920 w Cieszanowie. Był wnukiem Jana (sekretarz Rady Powiatowej w Cieszanowie) i Cezaryny z domu Mikułowskiej oraz synem Bolesława i Marii z domu Wolańskiej. Jego ojciec był lekarzem powiatowym weterynarii, a rodzina mieszkała w Cieszanowie, a potem w Lubaczowie. Był bratankiem Jadwigi Szajowskiej (1907–1985, nauczycielka, poetka) i Łucji Charewiczowej (1897–1943, historyczka).
W 1939 ukończył Gimnazjum i Liceum Humanistyczne w Samborze. W 1939 podjął studia na Akademii Medycyny Weterynaryjnej we Lwowie. Po wybuchu II wojny światowej i nastaniu okupacji sowieckiej został relegowany z uczelni, przemianowanej na Lwowski Instytut Weterynaryjny. W marcu 1940 udał się przez Węgry na Zachód i trafił do Francji, gdzie 4 kwietnia 1940 wstąpił do formowanego tam Wojska Polskiego. Był kanonierem w 2 baterii II dywizjonu 3 pułku artylerii pancernej w składzie 3 Dywizji Piechoty. Następnie służył w samodzielnej baterii przeciwpancernej w 3 pułku artylerii lekkiej. Wraz z żołnierzami tej jednostki po upadku Francji przedostał się do Wielkiej Brytanii.
W Szkocji został żołnierzem I Korpusu Polskiego Polskich Sił Zbrojnych na Zachodzie. Służył w 2 baterii II dywizjonu 1 pułku artylerii pancernej. W 1940 został absolwentem szkoły podoficerskiej, a w 1942 Szkołę Podchorążych Artylerii jako kapral podchorąży. Od sierpnia 1942 służył w 1 pułku artylerii pomiarowej. Na początku stycznia 1943 wraz z jednostką drogą morską został skierowany na Środkowy Wschód i przydzielony do 2 Korpusu Polskiego. Od kwietnia 1943 przebywał w Iraku. Po tym jak zorganizowano ww. 1 pap, służył w 2 baterii pomiarów wzrokowych II dywizjonu.
Odbył z wojskiem szlak bojowy do Włoch, uczestniczył w kampanii włoskiej w 1944, w tym w bitwie o Monte Cassino, gdzie został ranny. Po tym jak alianci zajęli miasto Faenza, otrzymał Order Virtuti Militari. 1 kwietnia 1945 otrzymał mianowanie na stopień podporucznika artylerii.
W 1946 studiował na pierwszym roku weterynarii w Bolonii. Następnie wraz ze swoim pułkiem trafił do Anglii (wyspa Anglesey).
Po wojnie powrócił do Polski w 1947. Nie został przyjęty do ludowego Wojska Polskiego z uwagi na służbę w armii gen. Andersa. Został uznany za inwalidę wojennego. Kontynuował studia weterynaryjne w Wyższej Szkole Rolniczej we Wrocławiu, które ukończył w 1951. Od tego roku pracował jako kierownik lecznic w Lesku, Brzegu, Koźlu, Mosznej. W 1966 uzyskał stopień doktora nauk weterynaryjnych. Od 1971 był zatrudniony w Wojewódzkim Zakładzie Weterynarii w Opolu, gdzie pełnił funkcję wojewódzkiego inspektora weterynarii. Jego specjalizacją było leczenie koni. Po przejściu na emeryturę zamieszkał w Sanoku. Należał do koła w Sanoku ZBoWiD. Został mianowany na stopień kapitana w stanie spoczynku.
W latach 50. jego żoną została Anna Krystyna Taworska (1923–2007, siostra Tadeusza Taworskiego, także doktor lekarz weterynarii, tłumaczka języka hiszpańskiego), z którą miał syna Stefana (1953–2003, oficer zawodowy Wojska Polskiego). Zmarł w 2002 w Sanoku. Został pochowany na cmentarzu w Lisznej koło Sanoka. W tej wsi Anna Taworska miała posiadłość.

## Twórczość
Od młodych lat amatorsko zajął się malarstwem artystycznym. Jego prace prezentowano na wystawach dla amatorów w Polsce i za granicą m.in. w: Kędzierzynie, Brzegu, Raciborzu, Pruchniku, Krapkowicach oraz Warszawie. 15 listopada 2000 w Muzeum Historycznym w Sanoku otwarto wystawę obrazów Andrzeja Strzeleckiego.
Zainteresowanie sztukami pięknymi rozwijał od 10 roku życia. Później wskazówek udzielał mu prof. A. Pednarski w zakresie technik malarskich. We Włoszech wspierał go w tym Penschard, pod wpływem którego tworzył pejzaże i obrazy architektury. Sam o sztuce mówił:
```
„Dopiero po 35 roku życia rysunek i malarstwo stało się jakąś nieodzowną potrzebą, nakazem, wręcz przymusem, od którego nie potrafię się już uwolnić, mimo że czasem jest szalenie męczące i zjada moją energię w formie przewlekłej choroby”.
```

Jego prace prezentowano na wystawach. Pośród swojego grona znajomych zyskał przydomek Najlepszy weterynarzem między malarzami i najlepszy malarz między weterynarzami. Dużo czasu spędzał w Tatrach, gdzie tworzył realistyczne widoki gór, a następnie sprzedawał je w schroniskach w zamian za przenocowanie, bądź wręczał je swojemu przyjacielowi Adamowi Żuchowskiemu. W jednym z folderów wystawy w Opolu, w listopadzie 1970 roku, napisano:
„Maluje z dużym temperamentem, z dużym talentem przedstawia piękno polskiej ziemi, architekturę i portrety. Tkwi w nim «Pazur malarski», niecodzienne wrażliwe odczucie natury i doskonałe interpretowanie jej uroku. Wystawa jest dowodem uznania piękna pracy plastycznej dr. A. Strzeleckiego i jego społecznego udziału w pracy kulturalnej na niwie upowszechniania sztuki”.
Pod koniec życia malował w Lisznej.

## Ordery i odznaczenia
- Krzyż Srebrny Orderu Virtuti Militari (rozkaz perskiego Dowództwa 2 Korpusu z 26 lutego 1945)[2][5]
- Medal Wojska (rozkaz perskiego Dowództwa 2 Korpusu z 16 kwietnia 1946)[2][5]
- Medal Zwycięstwa i Wolności 1945[2][5]
- Odznaka Grunwaldzka[2]
- Gwiazda za Wojnę 1939–1945[2][5]
- Gwiazda Italii[2][5]